# Stevie Williams
Stevie Williams (Philadelphia, Pennsylvania, 17 december 1979) is een Amerikaans professioneel skateboarder. 

## Biografie
Stevie Williams is opgegroeid aan een arme en ruige kant van Philadelphia. Om Stevie van criminele activiteiten te weerhouden gaven z'n ouders hem een skateboard toen hij tien jaar was. Hij besloot het leven in de getto achter zich te laten en door proberen te breken als professioneel skateboarder. Sponsor DC Shoes raakte geïnteresseerd, en mede dankzij dit bedrijf is Stevie Williams bekend in de skatewereld.
Stevie Williams staat bekend als een goede street-skater. Hij voert verscheidene grind-, flip- en manual-trucjes uit. Zijn versie van de hardflip is binnen de skatescene erg populair.

## DGK Skateboards
Een sponsor was echter nog niet genoeg voor Stevie, vandaar dat hij al snel een eigen merk in het leven riep. Onder de naam DGK Skateboards begon hij aan een eigen schoenenlijn. De titel is gebaseerd op de term Dirty Ghetto Kids, een groep graffiti-spuiters uit de wijk waar Stevie vandaan komt. DGK is vandaag de dag partner met Reebok, en brengt nu vooral schoenen uit onder de naam DGK RBK.